# Venera iz Hohle Felsa
Venera iz Hohlea Fels (poznata i kao Venera iz Schelklingena; njemački: de. Venus vom Hohlen Fels, vom Hohle Fels; Venus von Schelklingen) je figura Venere iz gornjeg paleolitika izrađena od bjelokosti mamuta, otkrivena 2008. u krškoj špilji Hohle Fels (njem. „Šuplja stijena”) na južnom podnožju Švapskih Alpa u Schelklingenu, 15 km zapadno od Ulma. Datira se između 40.000 i 35.000 godina, koji pripada ranom Aurignacienu, na samom početku gornjeg paleolitika, što je povezano s najranijom prisutnošću kromanjonaca u Europi, što je čini najstarijim pronađenim primjerkom nedvojbenog prikaza čovjeka i figurativne umjetnosti, uopće. U smislu figurativne umjetnosti starija je (možda) samo zoomorfna figurica s lavljom glavom. Figurica Venere nalazi se u prapovijesnom muzeju Blaubeuren (de. Urgeschichtliches Museum Blaubeuren).

## Kontekst
Regija Švapska Jura u Njemačkoj ima brojne špilje koje su dale brojne artefakte mamutske bjelokosti gornjeg paleolitika. Do danas je otkriveno približno dvadeset i pet predmeta. Tu spadaju figurica Löwenmensch iz Hohlenstein-Stadela datirana prije 40 000 godina i flauta od bjelokosti pronađena u Geißenklösterleu od prije 42 000 godina. Ova planinska regija nalazi se u Baden-Württembergu i omeđena je Dunavom na jugoistoku, gornjim Neckar na sjeverozapadu, a na jugozapadu se uzdiže do viših planina Schwarzwalda.
Ova koncentracija dokaza o punoj modernosti ponašanja, uključujući figurativnu umjetnost i instrumentalnu glazbu među ljudima u razdoblju od prije 40 do 30 tisuća godina, jedinstvena je u cijelom svijetu, a njezin otkrivač, arheolog Nicholas Conard, pretpostavlja da su nositelji kulture aurignacija u švapskkoj Juri se može pripisati izumu, ne samo figurativne umjetnosti i glazbe, već i najranijih vjerskih praksi. Na 70 cm udaljenosti od figurice Venere, Conardov tim također je pronašao flautu izrađenu od kosti lešinara. Dodatni predmeti iskopani iz iste pećinskog sloj uključuju krhotine kremena, izrezbarene kosti i slonovaču, kao i ostatke tarpana, soba, špiljskog medvjeda, vunastog mamuta i alpskog kozoroga.

## Otkriće
Otkriće Venere iz Hohle Felsa od strane arheološkog tima pod vodstvom Nicholasa J. Conarda s Universität Tübingen Abteilung Ältere Urgeschichte und Quartärökologie pomaknulo je datum najstarije poznate ljudske figurativne umjetnosti za nekoliko tisućljeća,  pokazujući da su se umjetnička djela proizvodila tijekom razdoblja Aurignacien.
Izvanredno rana figurica otkrivena je u rujnu 2008. u špilji zvanoj swg. Hohle Fels (švapski njemački za "šuplju stijenu") u blizini Schelklingena, nekih 15 km zapadno od Ulma, Baden-Württemberga, na jugozapadu Njemačke, tim sa Sveučilišta u Tübingenu predvođen profesorom arheologije Nicholasom Conardom koji je izvijestio o njihovom pronalasku u prirodi. Figurica je pronađena u špiljskoj dvorani, otprilike 20 metara od ulaza i 3 metra ispod trenutne razine tla. U blizini je pronađena koštana flauta stara oko 42.000 godina, najstariji poznati nesporni glazbeni instrument.
Godine 2015. tim je predstavio dva daljnja dijela rezbarene bjelokosti mamuta otkrivena na tom mjestu, a koji su identificirani kao dijelovi druge ženske figurice. Ovdje su u usporedbi prikazani Venera i fragment.

## Opis
Figurica je visoka je 6 cm, teška 33 grama i možda se nosila kao amajlija, o čemu svjedoči perforirana izbočina umjesto glave. Isklesana je od kljove vunastog mamuta i razbila se na fragmente, od kojih je šest pronađeno, a lijeva ruka i rame još uvijek nedostaju.

## Tumačenje
Otkrivač, antropolog Nicholas Conard, rekao je: "Ova [slika] govori o seksu, reprodukciji ... [to je] izuzetno moćan prikaz suštine biti žensko". Antropolog Paul Mellars sa sveučilišta Cambridge sugerirao je da bi se - prema modernim standardima - figurica "mogla smatrati granično pornografskom".
Antropolozi sa Sveučilišta Victoria u Wellingtonu sugeriraju da takve figurice nisu prikazi ljepote, već da predstavljaju "nadu u opstanak i dugovječnost u dobro uhranjenim i reproduktivno uspješnim zajednicama", odražavajući konvencionalno tumačenje ovih vrsta figurica kao predstavu božica plodnosti.

## Poveznice
- Popis umjetnosti kamenog doba
- Paleolitička umjetnost
- Prapovijesna umjetnost
- Figure Venere
- Lavlji čovjek